# December's Children (And Everybody's)
Albums de The Rolling Stones
Out of Our Heads
(1965) Aftermath
(1966)
Singles
1. Get Off of My Cloud
Sortie : 25 septembre 1965
2. As Tears Go By
Sortie : 18 décembre 1965

December's Children (And Everybody's) est le cinquième album américain des Rolling Stones, sorti la même année que leur précédent opus, Out of Our Heads (1965). Cet album constitue un véritable retour en arrière des Stones, principalement audible au niveau du son des guitares, et de leur place par rapport aux autres instruments. Cet album comporte d'ailleurs deux reprises live, l'un d'un morceau écrit par Bobby Troup, déjà présente sur leur tout premier album américain : Route 66, et l'autre de Hank Snow, I'm Moving On. Ces deux chansons sont parues sur l'EP anglais Got Live If You Want It. Des morceaux comme Get Off of My Cloud ou She Said Yeah évoquent leurs débuts. Il y a aussi des ballades comme You Better Move On, ou As Tears Go By.

## Historique
Après la sortie de la version américaine de l'album Out of Our Heads fin juillet 1965, les Stones calent une nouvelle session studio afin d'enregistrer une série de nouvelle chanson, dont le single Get Off of My Cloud, dont cette dernière est sortie afin de proposer un nouveau après le précédent, (I Can't Get No) Satisfaction, qui est en tête des classements des deux côtés de l'Atlantique. Cette séance permet de finaliser la version anglaise d'Out of Our Heads (non encore sortie) en utilisant quatre chansons issues pour remplacer celles déjà sorties en single (Satisfaction et The Last Time en feront les frais ainsi que leur faces B, étant donné que les chansons sorties en singles n'apparaissent pas sur les albums à cette époque en Angleterre) et One More Try (faute de place sur le disque) : She Said Yeah, Talkin' About You, Gotta Get Away et I'm Free.
Alors que la version anglaise d'Out of Our Heads sort (enfin !) fin septembre, le groupe a assez de contenu pour sortir un nouvel album américain à la demande du label London Records en utilisant sept chansons issues de cette session.
Le 25 octobre 1965, Mick Jagger et Keith Richards se rendent seuls au studio IBC à Londres pour enregistrer leur version de leur première chanson As Tears Go By (écrite fin 1963 et donné à Marianne Faithfull qui la sort en single en juin 1964) pour compléter le disque et prévoir un nouveau single.
En juin 1965, le groupe publie un EP live au Royaume-Uni, Got Live If You Want It!. Trois des chansons de l'EP sont utilisés dans les mois qui suivent sur les albums Out of Our Heads dans sa version américaine (I'm Alright) et ici (Route 66 et I'm Moving On).
Enfin, l'album est complétée par une chanson inédite issue des session chez Chess en juin 1964 (Look Wath You've Done) et une chanson du premier EP anglais du groupe The Rolling Stones (EP), You Better Move On.

## Listes des pistes
Toutes les chansons sont de Mick Jagger et Keith Richards, sauf indication contraire.
| No  | Titre                                                            | Publication anglaise            | Durée |
| --- | ---------------------------------------------------------------- | ------------------------------- | ----- |
| 1.  | She Said Yeah (Sonny Christy, Roddy Jackson)                     | Out of Our Heads                | 1:34  |
| 2.  | Talkin' About You (Chuck Berry)                                  | Out of Our Heads                | 2:31  |
| 3.  | You Better Move On (Arthur Alexander)                            | The Rolling Stones (EP)         | 2:39  |
| 4.  | Look What You've Done (McKinley Morganfield)                     | Inédit                          | 2:16  |
| 5.  | The Singer Not the Song                                          | Get Off of My Clouds (single)   | 2:22  |
| 6.  | Route 66 (Bobby Troup)                                           | Got Live If You Want It! (EP)   | 2:39  |
| 7.  | Get Off of My Cloud                                              | Get Off of My Clouds (single)   | 2:55  |
| 8.  | I'm Free                                                         | Out of Our Heads                | 2:23  |
| 9.  | As Tears Go By (Mick Jagger, Keith Richards, Andrew Loog Oldham) | 19th Nervous Breakdown (single) | 2:45  |
| 10. | Gotta Get Away                                                   | Out of Our Heads                | 2:07  |
| 11. | Blue Turns to Grey                                               | Inédit                          | 2:29  |
| 12. | I'm Movin' On (Hank Snow)                                        | Got Live If You Want It! (EP)   | 2:14  |

## Musiciens
- Mick Jagger - chant, harmonica
- Brian Jones - chant, guitare, harmonica, orgue
- Keith Richards - guitare, chant
- Charlie Watts - batterie
- Bill Wyman - basse, chant
- Ian Stewart : Piano - 2,4,7